# KK Pärnu
El KK Pärnu es un equipo de baloncesto estonio con sede en la ciudad de Pärnu, que compite en la Alexela KML, la máxima competición de su país y en la Liga Báltica. Disputa sus partidos en el Pärnu Spordihall, con capacidad para 2.000 espectadores.

## Nombres
- KK Pärnu/Catwes (-2010)
- KK Pärnu (2010-)

## Posiciones en liga
- 2006 - (2.Liiga)
- 2007 - (10-KML)
- 2008 - (7)
- 2009 - (7)
- 2010 - (7)
- 2011 - (8)
- 2012 - (7)
- 2013 - (6)

## Liga Báltica
- 2013 - (4 Grupo D)

## Palmarés
- Alexela Korvpalli Meistriliiga (1) - 2022
- Semifinales Copa de Estonia - 2010